# Гуанлонги
Гуанлонгите (на латински: Guanlong, на китайски: 冠龍 – „коронован дракон“) са род изчезнали динозаври от семейство Процератозаврови (Proceratosauridae). Родът включва един единствен вид гуанлонг (G. wucaii), описан от Xu Xing и неговите колеги през 2006 г.
Те са живели през късната юра в Китай преди около 160 млн. години, или малко над 90 млн. години преди своя известен и далечен братовчед тиранозавър рекс.

## Описание
Гуанлонгът е считан за хищник, заради острите му зъби (до 2 cm всеки). Достигал е на дължина до около 3 метра, а на височина до около 85 cm, при тегло от 80 до 100 кг. При възрастните дължината на черепа е достигала до около 30 – 35 cm.
За разлика от по-късните тиранозаври, той е имал по-дълги предни крайници, всеки с по три дълги пръста. Предните крайници са били около 60% от дължината на задните, а пищялът е бил по-дълъг от бедрените кости. Опашката е била удължена и е заемала почти половината от общата дължина. Освен отличителния си гребен, гуанлонга приличал на близкия си роднина дилонг (Dilong) и подобно на него вероятно е имал козина от примитивни пера.
От откритите само два екземпляра в района на Джунгария в Китай през 2006 г става ясно, че черепните гребени („корони“) на по-младите видове са значително по-малки и ограничени до предната част на муцуната, докато тези на възрастните са по-големи и по-широки, простиращи се от носа до задната част на главата.
Короната разположена върху доста удължената муцуна се е отличавала с изключително крехка и лека конструкция с дебелина само няколко милиметра, както и с много кухини по нея, поради което най-вероятно не се е използвала за борба, а по-скоро като орган за придаване на важност, при събития като ухажване, или като цяло за идентификация на видовете. Тя е наподобявала короната на дилофозаврите (Dilophosaurus) и монолофозаврите (Monolophosaurus), но е била по-изящна, пропорционално по-голяма и по-сложна.

## Хранене
Смята се, че гуанлонга е бил месоядно животно, което се е насочвало изключително към животни по-малки от него самия, като малки динозаври и гущери.